# Corel PHOTO-PAINT
Corel Photo-Paint（コーレル フォトペイント）は、コーレル株式会社が開発、販売するビットマップ画像編集ソフトウェアである。

## 概要
Corel Photo-Paint は、写真の加工、イラストなどのペインティング機能を兼ね備えた写真編集ソフトである。印刷業に求められる「カラーマネージメント」機能や「CMYK」にも対応し、同ジャンルのソフトでプロフェッショナルな観点からPhotoshop CS クラスに対抗できる数少ないソフトの一つである。

## 特徴
CorelDRAWと同じ、ドッキングパレットUIを採用し、画面左にツールのオプションパレットが集約されている。また、Micrografx Picture PublisherやPainter 形式にも対応していたりと、拡張子対応数も多い。

## 統合パッケージ
2018年現在、Corel PHOTO-PAINTは単体での販売はされておらず「CorelDRAW Graphics Suite」というパッケージの一部として販売されている。
そのため、日本ではCorelDRAW のおまけソフトとしてみられる傾向が強いが、海外ではAdobe Creative Suite の様な「Microsoft Windows 向けのデザイン用アプリケーションソフトウェアの統合パッケージ」として知られている。また各バージョンによって異なるが、クリップアートやフォントが大量に同梱されていたり、bitstream font navigator 等が付属してくるのも一つの魅力である。